# Meir Wilchek
Meir Wilchek (Varsóvia, 17 de outubro de 1935) é um bioquímico israelense.
Wilchek escapou do holocausto pela Sibéria para a Alemanha e chegou em 1949 com sua mãe e sua irmã em Israel. Seu pai morreu no Campo de concentração de Flossenbürg. Após o serviço militar na Força Aérea Israelense, estudou química e física na Universidade Bar-Ilan, com bacharelato em 1960, obtendo um doutorado em 1963 no Instituto Weizmann de Ciência, ao mesmo tempo que foi químico chefe na Yeda Research and Development Company, em Rehovot). É professor do Instituto Weizmann de Ciência, onde foi decano da Faculdade de Biofísica e Bioquímica.
Wilchek é conhecido pelo desenvolvimento da cromatografia de afinidades e suas aplicações.
Recebeu em 1987 o Prêmio Wolf de Medicina com Pedro Cuatrecasas. Em 1990 recebeu o Prêmio Israel. É membro da Academia de Ciências e Humanidades de Israel e da Academia Nacional de Ciências dos Estados Unidos. Em 2004 recebeu a Medalha Wilhelm Exner e em 2005 o Prêmio Emet.